# Charles Rozoy
Charles Maximilien Rozoy (Chenôve, 4 marzo 1987) è un nuotatore francese, campione ai Giochi paralimpici del 2012.
Licenziatario all'Alliance Dijon Natation per oltre 16 anni.

## Riconoscimenti
- Insignito del titolo di Cavaliere della Legion d'onore nel 2013[2][3].